# Walfredo Reyes Jr.
Walfredo Reyes Jr. (nacido Walfredo de los Reyes Palau IV en La Habana, Cuba, 18 de diciembre de 1955) es un baterista y percusionista de origen cubano.
Ha actuado con muchas bandas de jazz, música latina, afrocubana y rock, haciendo parte de giras, en sesiones de grabación y como miembro de tiempo completo. Es conocido por su fusión de muchas de las técnicas de percusión del mundo, incluida la capacidad de tocar una batería con sus manos, además del uso tradicional de baquetas, por lo que se dice que puede "sonar como un baterista y percusionista al mismo tiempo". Es reconocido por su larga participación en la agrupación Santana y por ser un miembro actual de la banda multiplatino estadounidense Chicago.

## Discografía destacada
- 1986 - Jackson Browne - Lives in the Balance
- 1993 - Santana - Sacred Fire: Live in South America
- 1995 - Frank Gambale - Thinking Out Loud
- 2000 - Johnny Hallyday - 100% Johnny Live a la tour Eiffel
- 2000 - Johnny Hallyday - Olympia 2000 - Live a l'Olympia
- 2009 - Thomas Lorenzo Quartet - Spanish Breeze
- 2012 - Manny Charlton Band - Hellacious
- 2014 - Chicago - Chicago XXXVI: Now